# 牧人舎
牧人舎（ぼくじんしゃ）は、日本の翻訳家鈴木主税が主宰していた翻訳家グループ。

## メンバー
http://www.bokujinsha.com/books/allbooks.html
左記リンク先より
- 鈴木主税
- 野中邦子
- 桃井緑美子
- 東郷えりか
- 塩原通緒
- 中埜有理
- 中島由華
- 山下篤子
- 秀岡尚子
- 矢羽野薫
- 鬼澤忍
- 古田実
- 青木桃子
- 浅岡政子
- 江崎リエ
- 山本光久
- 小田切勝子
- 小田嶋由美子
- 佐々木ナンシー
- 小林等
- 高橋早苗
- 藤井留美
- 平野知美
- 松田恭子
- 春日倫子
- 木村貞子
- 田川憲二郎
- 椿正晴
- 飛永三器
- 福嶋俊造